# 19304 Yoshidaseiko
19304 Yoshidaseiko este o planetă minoră (asteroid) din centura de asteroizi. A fost descoperită pe 5 octombrie 1996 la Kitami Observatory⁠(d) de Kin Endate. 
Obiectul prezintă o orbită caracterizată de o semiaxă mare de 2,3741373 UAi, o excentricitate de 0,21, o înclinație de 2,11508 ° în raport cu ecliptica.